# گوانگمینگ
گوانگمینگ (به لاتین: Guangming New District) یک تقسیمات کشوری جمهوری خلق چین در جمهوری خلق چین است که در شنژن واقع شده‌است.

## خصوصیات
گوانگمینگ ۷۹ کیلومترمربع مساحت دارد.